# Norrmannebo kapell
Norrmannebo kapell, även Romelanda kapell, är en dekonsekrerad kyrkobyggnad i småorten Signehög och Norrmannebo i Kungälvs kommun. Den tillhörde tidigare Romelanda församling i Göteborgs stift.

## Kyrkobyggnaden
Kapellet ligger i Romelanda sockens norra del. Den uppfördes i rött tegel i nationalromantisk stil 1918–1919. För ritningarna stod Carl-Wilhelm Gustafsson och Albin Gustafsson från Borås.

## Dekonsekrering
I augusti 2012 lade Romelanda församling kapellet ut till försäljning med ett utgångsbud på 2,5 miljoner kronor; anledningen var de stigande driftkostnaderna (cirka 45 000 kronor/år) och det minskande medlemsantalet. Kapellet dekonsekrerades den 1 januari 2013 och övertogs av de nya ägarna i februari för att förvandlas till privatbostad. Delar av inredningen, inklusive bänkarna, predikstolen och altartavlan, skänktes till en församling i Estland. Klockorna är kvar och ringer varje fredag.